# Hava Naguila
Hava Naguila (en hebreo: הבה נגילה‎) es una canción tradicional hebrea, cuyo título significa ‘alegrémonos’ o ‘regocijémonos’. Se trata de una canción de celebración, especialmente popular entre las comunidades seculares judías y gitanas. Es un elemento básico del repertorio de las bandas en festivales de música judía.
La melodía es más antigua que la letra: surgió en comunidades judías jasídicas rusas, en la primera mitad del siglo XIX, como una de la muchas melodías compuestas para animarse unos a otros en medio de las persecuciones promovidas por el régimen zarista.
En torno a 1910, en una escuela de Primaria de Jerusalén, el director del coro escolar, maestro Abraham Idelsohn, tarareó esta melodía jasídica a sus alumnos y les encargó la tarea de escribir un verso que se adaptase a ella. Un niño del 10 años llamado Moshe Nathanson ganó el concurso con su poema Hava Naguila, inspirándose en el Salmo 118, versículo 24, "Zeh hayom asah Adonai; naguila venismejá bo," – "Éste es el día que hizo el Señor, alegrémonos y regocijémonos en Él". Nathanson se convertiría después en un afamado musicólogo y compositor.
Es probablemente, la melodía judía más popular del mundo. Es interpretada en fiestas y festivales judíos, así como en numerosas películas y series de televisión donde se caracteriza a judíos.

## Letra
| Transcripción            | Hebreo                | Traducción                                 |
| ------------------------ | --------------------- | ------------------------------------------ |
| Hava naguila             | הבה נגילה             | ¡Ea, alegrémonos!                          |
| Hava naguila             | הבה נגילה             | ¡Ea, alegrémonos!                          |
| Hava naguila venismejá   | הבה נגילה ונשמחה      | ¡Ea, alegrémonos y gocemos!                |
|                          | (repite)              |                                            |
| Hava nerannená           | הבה נרננה             | ¡Ea, cantemos de alegría!                  |
| Hava nerannená           | הבה נרננה             | ¡Ea, cantemos de alegría!                  |
| Hava nerannená venismejá | הבה נרננה ונשמחה      | ¡Ea, cantemos de alegría y gocemos!        |
|                          | (repite)              |                                            |
| Urú, urú ajim!           | !עורו, עורו אחים      | ¡Despertad, despertad, hermanos!           |
| Urú ajim belev sameaj    | עורו אחים בלב שמח     | ¡Despertad, hermanos, con corazón feliz!   |
|                          | (repite cuatro veces) |                                            |
| Urú ajim, urú ajim!      | !עורו אחים, עורו אחים | ¡Despertad, hermanos, despertad, hermanos! |
| Belev sameaj             | בלב שמח               | ¡Con corazón feliz!                        |